# Acanthodactylus tristrami
Espèce
Synonymes
- Zootoca tristrami Günther, 1864
- Acanthodactylus dorsalis Peters, 1869

Statut de conservation UICN

 LC  : Préoccupation mineure
Acanthodactylus tristrami est une espèce de sauriens de la famille des Lacertidae.

## Répartition
Cette espèce se rencontre en Irak, en Syrie, en Jordanie et au Liban.

## Description
C'est un petit lézard terrestre vivant dans des milieux arides.

## Étymologie
Cette espèce est nommée en l'honneur de l'ornithologue britannique Henry Baker Tristram (1822-1906).

## Publication originale
- Günther, 1864 : Report on a collection of reptiles and fishes from Palestine. Proceedings of the Zoological Society of London, vol. 1864, p. 488-493 (texte intégral).